# Chrysobothris jakovlevi
Chrysobothris jakovlevi es una especie de escarabajo del género Chrysobothris, familia Buprestidae. Fue descrita científicamente por Semenov en 1891.